# Masztul as-Suk
Masztul as-Suk (arab. مشتول السوق) – miasto w Egipcie, w muhafazie Asz-Szarkijja. W 2006 roku liczyło 48 709 mieszkańców.